# دهستان سیه‌بنوئیه
سیه‌بنوئیه، دهستانی است از توابع بخش مرکزی شهرستان رابر  در استان کرمان ایران.

## جمعیت
براساس سرشماری سال ۱۳۸۵جمعیت آن  ۵۵۰۹نفر (۱۳۰۵خانوار) بوده‌است.